# مهدی‌آباد (لاهیجان)
مهدی‌آباد ، روستایی از توابع بخش رودبنه شهرستان لاهیجان در استان گیلان ایران است.

## جمعیت
این روستا در دهستان رودبنه قرار دارد و براساس سرشماری مرکز آمار ایران در سال ۱۳۸۵، جمعیت آن ۶۶۲ نفر (۱۸۶خانوار) بوده‌است.